# 무기정 (기후현)
무기정(일본어: 武儀町)은 일본 기후현 무기군에 설치되었던 정이다. 2005년 2월 7일에 무기군의 주변 4정촌과 함께 세키시에 편입되었다. 

## 지리
2000년 인구 조사 결과에 따르면 일본 전체의 인구 중심이 다케기정 북서부에 있다.

## 역사
- 1955년 4월 1일 - 나카노호촌, 도미노호촌, 시모노호촌이 신설 합병해 무기촌이 성립하였다.
- 1971년 4월 1일 - 정으로 승격해 무기정이 되었다.
- 2005년 2월 7일 - 무게가와 정·호라도 촌·이타도리 촌·가미노호 촌을 편입하였다.

## 교통
정내에는 철도노선이 설치되지는 않았다. 철도를 이용할 경우 제일 가까운 역은 나가라가와 철도 에쓰미난 선 세키역이었다.

### 도로
- 기후현도 제58호선 세키가네야마 선
- 기후현도 제63호선 미노카모와라 선
- 기후현도 제80호선 미노가와베 선
- 기후현도 제325호선 오하라토미노보 선

## 참고 문헌
- 角川日本地名大辞典編纂委員会,『角川日本地名大辞典 21 岐阜県』1980, 角川書店